# Mimica
Mimica je žensko osebno ime, na Hrvaškem pa tudi priimek (Vatroslav Mimica, Neven Mimica)

## Izvor imena
Ime Mimica je različica ženskega osebnega imena Marija.

## Pogostost imena
Po podatkih Statističnega urada Republike Slovenije je bilo na dan 31. decembra 2007 v Sloveniji število ženskih oseb z imenom Mimica: 50.

## Osebni praznik
Osebe z imenom Mimica godujejo takrat kot osebe z imenom Marija.